# Gisèle Kérozène
Pour plus de détails, voir Fiche technique et Distribution.
Gisèle Kérozène est un court métrage français réalisé par Jan Kounen et sorti en 1989[réf. nécessaire].
Le court métrage peut être aperçu diffusé sur un téléviseur dans Dobermann, long métrage du même auteur[réf. nécessaire].

## Synopsis
Des sorcières enfourchent leurs balais à moteur pour se livrer à une course-poursuite effrénée et tenter de récupérer leur totem, lâchement dérobé par Gisèle Kérozène.

## Fiche technique
- Titre : Gisèle Kérozène
- Réalisation : Jan Kounen
- Scénario : Carlo de Boutiny et Jan Kounen
- Photographie : Jeanne Lapoirie
- Montage : Véronique Lange
- Son et bruitages : Rémy Attal et Jean-Marc Simonnet
- Montage son : Thierry Rouden
- Mixage : Patrick Ghislain
- Effets spéciaux : Pascal Declercq
- Production déléguée et direction de production : Elsa Cayo
  - Assistant de production : Carlo de Boutiny
- Pays de production :  France
- Langue originale : aucune[1]
- Format : couleur (Kodak) - 1,78:1 - mono
- Genre : fantastique
- Durée : 5 minutes
- Date de sortie :
  - France : 1989[réf. nécessaire]

## Distribution
- Abel Abouliaten : Rita Matchless, une sorcière
- Pascal Banos : une sorcière / Superman
- Bob Fletchard : Brenda Stuka, une sorcière
- Jan Kounen : le paralytique
- Jean-Baptiste Sastre : Gisèle Kérosène, une sorcière
- Grazielle Tymen : l'infirmière

## Production
Gisèle Kérozène est tourné dans le quartier de La Défense. Le film utilise en partie la technique de pixilation.

## Distinctions
- Festival d'Avoriaz 1990 : Grand prix du court-métrage